# Prosevania rufoniger
Prosevania rufoniger är en stekelart som först beskrevs av Günther Enderlein 1913.  Prosevania rufoniger ingår i släktet Prosevania och familjen hungersteklar. Inga underarter finns listade i Catalogue of Life.